# Municipio de Colfax (Carolina del Norte)
El municipio de Colfax (en inglés: Colfax Township) es un municipio ubicado en el  condado de Rutherford en el estado estadounidense de Carolina del Norte. En el año 2010 tenía una población de 8.681 habitantes.

## Geografía
El municipio de Colfax se encuentra ubicado en las coordenadas 35°19′57.45″N 81°46′3.36″O / 35.3326250, -81.7676000.